# 張豊毅
張 豊毅（チャン・フォンイー、漢字日本語読み：ちょう ほうき、1956年9月1日 - ）は中国湖南省長沙市生まれの俳優。

## 来歴
北京電影学院在学中の1981年に、凌子風（リン・ツーフォン）監督の『駱駝の祥子』の主役に選ばれる。

## 出演

### 映画
- 駱駝の祥子 (1982)
- 北京の想い出 (1982)
- 曼荼羅 若き日の弘法大師・空海 (1991)
- さらば、わが愛/覇王別姫 (1993) - 段小楼 役
- 項羽と劉邦/その愛と興亡 (1994) - 劉邦 役
- 始皇帝暗殺 (1998) - 荊軻 役
- レッドクリフ PartI (2008) - 曹操 役
- レッドクリフ PartII -未来への最終決戦- (2009) - 曹操 役
- 運命の子 (2010) - 公孫 役

### テレビドラマ
- 項羽と劉邦・背水の陣 (1991) - 韓信 役
- 始皇帝烈伝 ファーストエンペラー (2001) - 始皇帝 役
- 大清風雲 (2005) - ドルゴン 役
- 孫子《兵法》大伝 (2010) - 孫武 役
- 中国遠征軍 (2011) - 孫立人 役
- 武則天 -The Empress- (2015) - 李世民 役
- 如懿伝 〜紫禁城に散る宿命の王妃〜 (2017) - 雍正帝 役
- 九州縹緲録〜宿命を継ぐ者〜 (2019)
- 永楽帝〜大明天下の輝き〜 (2022)

### CM
- 五菱栄光 (2008)